# Gainesville (Georgia)
Gainesville è una città degli Stati Uniti d'America, capoluogo della contea di Hall, nello Stato della Georgia. A causa della presenza di numerosi allevamenti di pollame la città viene spesso chiamata la "capitale mondiale del pollo", è inoltre il principale centro dell'area statistica metropolitana di Gainesville (Gainesville Metropolitan Statistical Area) inclusa nella più grande area statistica di Atlanta-Sandy Springs-Gainesville, Georgia-Alabama
Il 6 Aprile 1936 il centro della città è stato devastato da un tornado poi classificato F4 che ha ucciso 203 persone. Tale disastro è il peggiore nella storia della città

## Amministrazione

### Gemellaggi
- Eger
- Izunokuni